# Kristin Kaspersen
Kristin Kaspersen (nació el 30 de septiembre de 1969) en Oslo, en Noruega, actualmente es una presentadora de televisión.Hija de Barbro "Lill-Babs" Svensson y Kjell Kaspersen, el exportero nacional de fútbol de Noruega. Durante el periodo de 2003-2009, estuvo casada con el presentador Hans Fahlén.

## Carrera
De joven, Kristin Kaspersen protagonizó varios papeles en los musicales de teatros en Estocolmo. Trabajó como camarera para después estudiar y convertirse en auxiliar de vuelo. A los 22 años de edad, comenzó como presentadora del clima en TV3 Noruega. Un par de años más tarde, continuó como presentadora en diferentes programas de tv en Suecia, incluyendo programas como el Verano en Gröna Lund y la Misión. En diciembre de 1993, fue la persona más joven en recibir el premio Hylandpriset de Suecia por ser el personaje más popular de la televisión sueca. El premio dedicado a la televisión del Aftonbladet, fue dada a ella por ser el personaje femenino más popular entre las presentadoras.
En los años previos a 2003, realizó varios programas para la Televisión sueca, incluyendo domingo de apertura, el Polar Music Prize, el de la canción de Eurovisión y el programagala del deporte sueca. En TV4, continuó con, entre otras cosas, los programas televisivos como Cancergalan, Fort boyard, Humorgalan , y las noticias de la mañana. En séptimo grado , fue presentadora del programa El Perdedor más Grande y sin dejar rastro.
Kristin Kaspersen también tiene estudios universitarios en inglés y periodismo, que lo estudió en Poppius Journalistskola. En 2013 debutó como autora con el libro sobre el ejercicio y la salud (Fuerte en el cuerpo y la mente: el ejercicio de la comida de inspiración). 2015 publicó otro libro llamado  "la Buena Comida". Ella mezcla la tv y el trabajo para poder ser columnista en diversos periódicos también como maestra de ceremonias y moderadora en varios eventos. Ella es la creadora de la aplicación Klustr.

## Programas de Tv
- Teatervinden 1991 (musical para niños ), dirigida por Staffan Götestam
- Verano en Gröna Lund, 1993
- La misión 1993-95
- Superestrellas 1996-97
- La vida es una fiesta 1996-97
- Domingo de apertura 1998-2000 (con Ulf Larsson)
- La gala del deporte 2000, 2001, 2002, 2006, 2017
- El festival de eurovisión de 2002 (con Claes Åkeson)
- Fort boyard 2003, 2005 (con Hans Fahlén)
- Nyhetsmorgon 2007-
- Chef Del Año 2009
- Grandes Brazos con Renée Nyberg, Åse Åsenlund, Kristin Kaspersen con varios